# Tange Sø
Tange Sø er en kunstig sø mellem Ans og Bjerringbro i Region Midtjylland. Søen ejes af Gudenaacentralen a.m.b.a., og den blev anlagt i december 1920 som vandkraftsø til Gudenaacentralen; uofficielt kaldet Tangeværket. Med et areal på omkring 540 hektar er det den største kunstige sø i Danmark.

## Historie
Byggeriet af vandkraftværket ved Tange begyndte i august 1918, og i begyndelsen af december 1920 var anlægsarbejdet kommet så langt, at den kommende Tange Sø skulle fyldes op. Det ville oversvømme ca. 13 km af Gudenådalen. Det skulle foregå langsomt, dels af hensyn til dæmningen på tværs af Gudenådalen, og dels af hensyn til Gudenåen nedenfor dæmningen, da man ville tørlægge åen, hvis alle gennemløb i dæmningen blev lukket. Den 14. december var vandet nået op i kote 11, hvilket var ca. 1,5-2,5 m under det planlagte vandspejl. Men den var tilstrækkeligt til, at man kunne prøvekøre de to færdigmonterede turbiner og hertil hørende generatorer, hvilket forløb fuldt tilfredsstillende. Den 17. december var reservoiret så fyldt, at værket besluttede forsøgsmæssigt at sende strøm til en del af forbrugerne, og den 22. december var alle værkets forbrugere koblet på og normal drift begyndt. Den 27. december 1920 fik værket tilladelse fra vandbygningsvæsenet til at bringe vandet på maksimum, og anlægsarbejdet kunne regnes for fuldført. Værket blev officielt indviet 8. januar 1921.
Forinden havde 192 lodsejere helt eller delvis afstået deres jord, ligesom 22 gårde og 5 huse blev opkøbt og revet ned, for at de ikke skulle komme til at ligge på søens bund. De sidste ekspropriationer afsluttedes i sommeren 1919. Gudenaacentralen besluttede, at fjerne alt, hvad der på dette areal ragede mere end 10 cm over jordens overflade, da man satsede på et fremtidigt fiskeri i søen.
Vandspejlet ligger mellem 12,57 og 13,57 m (DVR90) afhængig af vandføringen. Søbredden ved Ans består af sand og græs, og søbunden er sand og sten. Tange Sø modtager vand fra Gudenåen, Borre Å og Tange Å. Afløbet fra Tange Sø findes ved Gudenåcentralen ved Tange, hvorfra Gudenåen løber videre til udmundingen i Randers Fjord. Alle søer opbygger aflejringer, sedimenter, på bunden, og en kortlægning af Tange Sø viser en sedimenttykkelse på 1-2 m i selve det oprindelige vandløbsprofil, enkelte steder op til 3 m. Udenfor det oprindelige åleje er mængderne dog væsentligt mindre, typisk 0,5-1 m. Den samlede sedimentmængde er beregnet til ca. 3 millioner kubikmeter.
På strækningen med Tange Sø havde Gudenåen tidligere et fald på ca. 10 m, hvilket medførte et hastigt strømmende vandløb med fine gydepladser til laksen. Men markante uddybninger af Gudenåen mellem Silkeborg og Tange i 1807-10 og i særdelshed i 1850’erne, som blev foretaget for at forbedre sejladsen med pramme, havde allerede fjernet mange af de gode gydepladser og levesteder for laks i hovedløbet.

## Navn
I marts 1919 afholdt ingeniør O. Dam Andreasen, som var den daglige leder af anlægsarbejdet ved værket, et foredrag om kraftstationen i Foreningen til naturkendskab i Viborg. Her fortalte han, at søen ville få navnet Ormsø på grund af dens lighed med en orm. Dette navn ville lokalhistorisk forening for Lysgård Herred imidlertid ikke vide noget af og foreslog i stedet Gudensøen eller Gudenåsø. Diskussionen om navngivningen fortsatte helt til 1920, hvor bestyrelsen for Gudenåcentralen afgjorde, at navnet på den kommende vandkraftsø skulle være Tange Sø.

## Konflikten om Tange Sø
Forud for indvielsen af vandkraftværket ved Tange, Gudenåcentralen, og reservoiret Tange Sø var der blevet etableret en fisketrappe med en vandføring på ca. 20 l/sek ved værket, der skulle sikre, at fiskene, herunder laks og ørred, fortsat kunne vandre frit i Gudenåen. Fisketrappen virkede dog ikke på grund af sin ringe vandføring, og efter mange års drøftelser, skænderier og videnskabelige udredninger blev en ny fisketrappe med en vandføring på 150 l/sek etableret i 1980. I 1993 blev der opsat et gitter neden for værket for at lede fiskene hen til fisketrappen og dermed forbedre passagen yderligere. Fisketrappen fungerer dog ikke særlig godt, selv om nogle havørreder finder igennem trappen, er antallet ikke tilstrækkeligt til at opretholde en selvreproducerende bestand af havørred oven for vandkraftværket.
I tre år efter den etableringen af den nye fisketrappe undersøgte Ferskvandslaboratoriet i Silkeborg vandringen gennem fisketrappen. Af 12.000 fisk, der fandt vej gennem trappen i denne periode, var der kun én laks. Elektrofiskning fra Gudenåcentralen til Randers viste, at der ingen laks var i åen. Mange gav værket skylden, men går man tilbage i historien viser det sig, at bestanden allerede gik drastisk tilbage fra midten af 1800-tallet, da Gudenåen mellem Silkeborg og Tange blev gravet dybere for at forbedre sejladsen med pramme, ligesom overfiskning også angives at have bidraget til udviklingen. Den sidste beskedne laksebestand forsvandt i årene efter indvielsen af Gudenåcentralen.
Fra slutningen af 1980’erne kom der øget fokus på, at vandmøller og vandkraftværker fungerer som hindringer for faunaens frie passage i de danske vandløb. På initiativ af lokale lystfiskere og politikere havde Randers Kommune i 1987 igangsat beskæftigelsesprojektet Brusgård med det formål at avle lakseyngel. Udsætningen byggede på fem forskellige laksestammer hjemmehørende i vandløb i Sverige, Irland og Skotland. Laksen kom tilbage til Gudenåen, men slet ikke i de mængder, som initiativtagerne og politikerne fra Randers havde stillet offentligheden i udsigt, men det gav ny fokus på passagen omkring Gudenåcentralen og ikke mindst på Tange Sø, hvor en stor del af den nedvandrende laksesmolt gik til på grund af fugle og rovfisk. Derfor fremkom kravet fra flere biologer og sportsfiskere om, at Tange Sø skulle fjernes, så åen kunne komme tilbage i sit gamle leje.
En arbejdsgruppe under daværende Skov- og Naturstyrelsen konkluderede i 1991 i sin afsluttende rapport, at opstemninger i vandløb som hovedregel burde fjernes, dog ikke på steder, hvor anlægget havde kulturhistorisk eller energimæssig betydning.
Januar 2001 udløb Gudenåcentralens oprindelige 80 år lange koncession på udnyttelse af vandkraften i Gudenåen. Op til Folketingets forhandlinger om forlængelse af koncessionen gik bølgerne højt. Danmarks Sportsfiskerforbund og Dansk Laksefond krævede som tidligere søen tømt for vand, mens Foreningen til Tange Søs bevarelse ønskede status quo. I bemærkningerne til det nye lovforslag slog miljø- og energiminister Svend Auken fast, at Tange Sø skulle bevares. Derudover antyder hans bemærkninger i betænkningen til loven, at ministeren så vidt muligt prøvede at tilfredsstille alle parter ved at skrive: ”Ministeren er opmærksom på, at der er mange forskellige interesser knyttet til Gudenåens hovedløb, sideløb og opland. Ministeren betragter Tangeværkets elproduktion som underordnet set i forhold til energiforsyningen på landsplan. Dog bidrager Tangeværket til en renere energiforsyning med hensyn til CO2-udslip. Ministeren finder derfor, at valget af forslag til omløbsstryg bør træffes under hensyntagen til mulighederne for at forbedre forholdene for Gudenåens dyre- og planteliv, herunder ørreder og andre fiskearter med hensyn til op- og nedstrøms passage og sprednings- og reproduktionsmuligheder i vandløbet. Valget af omløbsstryg skal også bidrage til opfyldelse af målsætningen for Gudenåen samt til miljømæssige, landskabelige og kulturhistoriske forhold, der bl.a. omfatter et værk i drift”.
Loven førte til en forlængelse af koncessionen med 2 år til januar 2003 som skulle bruges til at undersøge alternative muligheder for passager. I forlængelse af den nye lov blev der nedsat en arbejdsgruppe med repræsentanter fra daværende Skov- og Naturstyrelsen, Danmarks Miljøundersøgelser, Fødevareministeriet, Danmarks Fiskeriundersøgelser, Fiskeridirektoratet og de tre amter, som Gudenåen gennemløber. Arbejdsgruppens opgave var at tilvejebringe det faglige grundlag for den politiske beslutning om passagen ved Gudenåcentralen. Arbejdsgruppen undersøgte 8 muligheder med lange, korte og mellemlange stryg. Politikerne ville dog stadig ikke træffe en afgørelse, måske fordi de nye forslag alle indbefattede omfattende entreprenørarbejde til trecifrede millionbeløb. I december 2002 blev vedtaget en 5-årig forlængelse af koncessionen til januar 2008. I løbet af de fem år fortsatte debatten og uenigheden, og ingen meldte sig på banen med den nødvendige finansiering. Derfor kom en ny forlængelse af koncessionen til debat i Folketinget i december 2007, og en den følgende lov forlængede koncessionen med endnu 6 år. Loven tog ikke stilling til, hvilken model for passage ved Gudenåcentralen, som skulle anvendes, herunder om Tange Sø skulle tømmes, men hensigten var ifølge teksten at sikre en periode, hvori de statslige vandplaner og kommunale handleplaner kunne udarbejdes, ligesom udmøntningen af EU’s vandrammedirektiv og de følgende vandplaner i Danmark blev brugt som begrundelse for at udskyde den endelige beslutning.
I 2013 ophævede Folketinget loven om Tangeværket fra 1918, og erstattede koncessionsordningen med en tilladelsesordning. Som en overgangsordning blev koncessionen forlænget indtil den 8. januar 2016, eller, hvis koncessionshaver søgte om de nødvendige tilladelser inden den 8. januar 2016, indtil der er truffet endelig afgørelse vedrørende meddelelse af tilladelser til udnyttelse af vandkraften i Gudenåen. Af forhandlingerne til lovforslaget fremgår det, at det ikke skulle have betydning for spørgsmålet om naturforholdene i området ved værket eller Tange Sø i øvrigt, og at værket skulle kunne fortsætte med driften i medfør af den almindelige lovgivning.
I forlængelse heraf søgte Gudenaacentralen a.m.b.a. den 2. april 2014 om en 30-årig tilladelse til videreførelse af den eksisterende drift til at indvinde overfladevand fra Gudenåen til produktion af elektricitet på Tangeværket, og den 5. februar 2015 meddelte Viborg Kommune en tidsubegrænset tilladelse til fortsat drift, selvom vandforsyningsloven højest giver mulighed for meddele et tidsrum på 30 år. Afgørelsen blev i marts 2015 påklaget af Favrskov Kommune, Danmarks Sportsfiskerforbund og Danmarks Naturfredningsforening, samt tre andre klagere, der dog blev afvist på grund af manglende klageberettigelse. Sagen blev den 1. februar 2017 overført til det nydannede Miljø- og Fødevareklagenævnet, og den 21. februar 2019 ophævede nævnet Viborg Kommunes tilladelse med virkning fra 1. juni 2020, og nævnet hjemviste sagen til fornyet behandling hos kommunen. Sidstnævnte med henblik på, at kommunen gennemfører en habitatvurdering, der omfatter opstemningens påvirkning af habitatområderne, samt ændrer vilkåret om tilladelsens løbetid i overensstemmelse med vandforsyningsloven. Men allerede i maj 2019 erkendte Miljø og Fødevareklagenævnet, at det havde begået en fejl i sagsbehandlingen, fordi man havde overset nogle overgangsbestemmelser i loven, der i december 2013 ophævende loven om Tangeværket fra 1918. Meningen med loven fra 2013 var, at Tangeværket fremover skulle drives fuldt lovligt på grundlag af den almindelige lovgivning i Danmark. Det vil først og fremmest sige vandløbsloven og vandforsyningsloven, men altså også EU's habitatsdirektiv og vandrammedirektiv, og her er der ikke truffet endelig afgørelse om søens og værkets fremtid. Dermed kan nævnet ikke fastsætte en ugyldighedsdato med virkning fra 1. juni 2020, og i henhold til overgangsbestemmelser fra 2013 kører Gudenåcentralen derfor lovligt videre på det juridiske grundlag, som blev etableret med koncessionsloven i 1918, og som blev videreført med koncessionsforlængelsen i overgangsbestemmelserne fra 2013. Indtil der bliver truffet en endelig afgørelse vedrørende udnyttelsen af vandkraften i Gudenåen, og indtil Viborg Kommune har foretaget en fornyet behandling af tilladelsen, så findes ikke nogen dato for, hvornår Gudenåcentralens tilladelse til vandindvinding til el-produktion eventuelt udløber.
I juli 2020 udtalte miljøminister Lea Wemelin, at “Tange Sø og tilstødende vandløbsstrækninger skal i henhold til EU’s vandrammedirektiv som udgangspunkt nå god tilstand. Hvis god tilstand ikke kan nås uden betydelig negativ indvirkning på Tangeværket, vil der efter omstændighedernes kunne fastlægges et mål om godt potentiale. Der kan også i særlige tilfælde fastlægges et mindre strengt mål end god tilstand eller godt potentiale. I tredje generation vandområdeplaner 2021-2027 skal der tages stilling til revision af gældende miljømål og indsatsprogram for bl.a. Tange Sø og tilstødende vandområder og hvilke indsatser, der skal til for at opnå målopfyldelse. Udkast til vandområdeplanerne for 2021-2027 sendes i offentlig høring med udgangen af februar 2021”. Miljøministerens svar åbner for, at der i forbindelse med Tange Sø måske vil blive anvendt de lempeligere miljøkrav, som EU’s vandrammedirektiv åbner for ved de såkaldt ”kunstige og stærkt modificerede vandområder”. Her kan accepteres lempeligere miljøkrav, jf. vandrammedirektivets artikel 4, stk. 1, litra a), nr. iii, hvor der i stedet for god tilstand skal opnås “godt økologisk potentiale og god kemisk tilstand”.